# Schistostege marginata
Schistostege marginata là một loài bướm đêm trong họ Geometridae.